# Сан-П'єр-д'Ізонцо
Сан-П'єр-д'Ізонцо (італ. San Pier d'Isonzo) — муніципалітет в Італії, у регіоні Фріулі-Венеція-Джулія,  провінція Гориція.
Сан-П'єр-д'Ізонцо розташований на відстані близько 450 км на північ від Рима, 36 км на північний захід від Трієста, 15 км на південний захід від Гориції.
Населення — 2039 осіб (2014).
Щорічний фестиваль відбувається 29 червня. Покровитель — Петро (апостол).

## Демографія
Населення за роками:

Станом на 1 січня 2023 року в муніципалітеті офіційно проживало 98 іноземців з 23 країн, серед них 53 громадяни країн Євросоюзу та 5 громадян України.

## Сусідні муніципалітети
- Фольяно-Редіпулья
- Ронкі-дей-Леджонарі
- Руда
- Сан-Канціан-д'Ізонцо
- Турріако
- Віллессе